# IT検証産業協会
一般社団法人IT検証産業協会（いっぱんしゃだんほうじん あいてぃけんしょうさんぎょうきょうかい、英語: IT Verification Industry Association、略称: IVIA）は、東京都千代田区に事務局を置くソフトウェアテスト（IT検証）に関連する企業を主な会員とする業界団体。ソフトウェアテストに関する民間資格であるIT検証技術者認定の試験実施主体。

## 概要
IT産業における第三者検証業務の重要性の社会的認知度向上を目的に、第三者検証大手のベリサーブの創業者で当時の社長である浅井清孝により2005年に設立。業界認知度向上、情報発信、技術者創出・育成の３点を軸にソフトウェアテスト産業の技術力向上と標準化に努めており、IT検証技術者認定試験の実施、ＩＴ検証フォーラムの開催、ソフトウェアテスト関連の標準化の研究および資料を公開などの活動を行っている。

## 沿革
- 2005年10月 - 任意団体として設立。参加企業は10社。会長には浅井が就任[7]。事務局は西新宿三井ビル14階のベリサーブ社内に設置[1]。
- 2007年01月 - IT検証技術者認定試験が初実施。以後、春期と秋期の年二回実施。
- 2009年04月 - 一般社団法人となる。
- 2013年07月 - ＩＴ検証フォーラム2013を開催[8]。以後、ＩＴ検証フォーラムは毎年開催。
- 2016年06月 - 日本ナレッジ代表取締役の藤井洋一が会長に就任[9]。事務局は台東区の日本ナレッジ社内に移動。浅井は名誉会長に就任[10]。
- 2023年06月- バルテス株式会社代表取締役会長兼社長の田中真史が会長に就任。事務局は千代田区バルテス社内に移動。

## 組織
- 事務局
- 総務委員会
- アライアンス委員会
- 技術委員会
- 広報委員会
- 人材創生委員会
- ソフトウェアJIS認証推進委員会
- 試験事業委員会